# Vardak (provins)
34°24′N 68°24′Ø / 34.400°N 68.400°Ø
Wardak provinsen er en af Afghanistans 34 provinser. Den ligger centralt i landet, og administrationsbyen er Meidan Shahr, der ligger 35 km vest for Kabul. Provinsens grænser til provinserne Parwan mod nordøst, Kabul og Lowgar mod øst, Ghazni mod syd og Bamiyan mod vest.
Befolkningen på omkring 582.000 mennesker er en blanding af omkring 70% pashtuner, 20% hazaraer og 10% andre.

## Distrikter
Provinsen Vardak er inddelt i 8 distrikter (woluswali):
- Maidan Shar
- Chaki Wardak
- Day Mirdad
- Hisa-l-Awali Bihsud
- Jalrez
- De Besud Markas
- Nirkh
- Sayd Abad